# Erehof Den Ham
Erehof Den Ham is gelegen op de algemene begraafplaats van Den Ham in de Nederlandse provincie Overijssel. Deze Gemenebestoorlogsgraven liggen in het midden van de begraafplaats. Er staan drie stenen met daarop de volgende namen:
| Naam         | Functie   | Onderdeel                         | Sq                 | Overleden  | Leeftijd |
| ------------ | --------- | --------------------------------- | ------------------ | ---------- | -------- |
| Knight, L.G. | Piloot    | Royal Australian Air Force        | 617 Sq             | 16-09-1943 | 22       |
| Blow, K.L.O. | Navigator | Royal Air Force Volunteer Reserve | 487 Sq             | 10-12-1943 | 22       |
| Mair, Th.    | Piloot    | Royal Air Force                   | 487 (R.N.Z.A.F) sq | 10-12-1943 | 24       |

Op 16 september 1943 stortte een Lancaster III, de JB 144 van het 617e Squadron van de RAF, in een weiland aan de Janmansweg net buiten Den Ham neer. De bommenwerper was op de terugweg van een missie in het noorden van Duitsland. Twee motoren van het toestel waren uitgevallen. De piloot gaf de bemanning de opdracht te springen. Hij zag nog kans om het toestel weer wat op te trekken, anders was het in de bebouwde kom van Den Ham zelf neergestort. De Australische piloot overleefde de crash niet en werd begraven op de begraafplaats van Den Ham. Aan de rand van het weiland staat een monument ter nagedachtenis.
Op 10 december 1943 werd een Mosquito VI, de HX975 EG-O, tijdens zijn missie geraakt door de Duitse luchtafweer. Tijdens de noodlanding raakte de Mosquito de toppen van de bomen en stortte neer in een gebied dat lokaal bekendstaat als Lindeflier, 2 kilometer zuidoostelijk van Den Ham. De piloot en de navigator overleefden de crash niet en werden begraven op de algemene begraafplaats van Den Ham.